# Margrethia
Margrethia és un gènere de peixos pertanyent a la família dels gonostomàtids.

## Taxonomia
- Margrethia obtusirostra (Jespersen & Tåning, 1919)[4]
- Margrethia valentinae (Parin, 1982)[5][6][7][8][9][10][11]